# Гндеваз
Гндеваз (вірм. Գնդեվազ) — село в марзі Вайоц-Дзор, на півдні Вірменії. Село розташоване на лівому березі річки Арпа, на трасі, що з'єднує всесвітньо відоме місто-курорт Джермук з трасою Єреван — Степанакерт. Село розташоване за 10 км на південний захід від міста Джермук та за 16 км на північний схід від міста Вайк.

Поруч із селом розташовані середньовічні печерні комплекси і монастир Гндеванк (X століття). Як стверджують історичні джерела, монастир був побудований за наказом дружини князя Смбата, Софії. Вона залишила пам'ятний напис: 
|  | «Перснем без каменю був Вайоц-Дзор. Я побудувала цей монастир і вставила дорогоцінний камінь у його обрамлення.» |

У 2004 році в селі було проведено газ. Літні пожежі створюють великі проблеми для селян. У села Гндеваз на лівому схилі ущелини впадає в очі вертикальний обрив висотою понад 100 м. Це «Скеля комунарів», звідки в 1921 році під час заколоту дашнаки зіштовхнули у прірву групу комуністів.

## Видатні уродженці
- Айрапет Мкртчян
- Ашот Арсенян